# Trubbnosad skoläst
Trubbnosad skoläst (Bathygadus melanobranchus) är en djuphavsfisk i familjen skolästfiskar.  

## Utseende
Den trubbnosade skolästen är en långsträckt fisk med brunaktig, kilformad kropp, lång, smal stjärt och stort, trubbigt huvud. Till skillnad från många andra skolästfiskar har den ingen skäggtöm under hakan. Tänderna är smala och spetsiga. Den främre, korta ryggfenan har 2 taggstrålar och 9 till 11 mjukstrålar. Fenorna är mörggrå till svarta, medan mun- och gälhåla har svart yta. Ögonen är stora. Största längd är 50 cm.

## Vanor
Arten är en djuphavsart som lever vid (och nära) bottnen. Den förekommer mellan 400 och 2 600 m, men är vanligast från 700 till 1 400 m. Födan består av pungräkor, hoppkräftor, pilmaskar och mindre räkor.

## Ekonomisk betydelse
Den trubbnosade skolästen fångas i mindre utsträckning i Mexikanska golfen, främst som bifångst till räktrålning.

## Utbredning
I Östatlanten från Irland till Sydafrika, samt i Västatlanten från Mexikanska golfen och Västindien till farvattnen kring Surinam.